# Funktionsgedächtnis
Der Begriff Funktionsgedächtnis wurde von Jan Assmann und Aleida Assmann geprägt. Ihm zugrunde liegt die Definition des kulturellen Gedächtnisses als sozialem Gedächtnis, das nicht nur in, sondern vor allem zwischen den Menschen entsteht (s. Maurice Halbwachs). Dabei wird das Bild der Vergangenheit in der Gegenwart geformt.
Anders als das Speichergedächtnis bezeichnet das Funktionsgedächtnis sinnhaft geordnete Erinnerungen, die von einer Gruppe, einem Individuum oder einer Institution benutzt werden. Es ist insofern „bewohnt“ und mit der Gegenwart verknüpft. Das Funktionsgedächtnis ist diachron und umfasst nur einen kleinen Teil des Speichergedächtnisses. Eine wichtige Rolle kommt ihm beispielsweise bei der Legitimation oder Delegitimation von Herrschaft zu.